# 청실홍실 (영화)
《청실홍실》은 한국에서 제작된 정일택 감독의 1957년 영화이다. 이민 등이 주연으로 출연하였고 변순제 등이 제작에 참여하였다.

## 출연

### 주연
- 이민
- 엄앵란
- 주증녀
- 변일영
- 김희갑

## 기타
- 원작자: 조남사
- 조명: 김성춘
- 녹음: 이경순
- 미술: 갈이준